# Aeroportul Caucayá
Aeroportul Caucayá (IATA: LQM, ICAO: SKLG) este un aeroport din Putumayo⁠(d), Columbia ce deservește zona Puerto Leguízamo⁠(d). Aeroportul a fost tranzitat în 2022 de 14.921 de pasageri.
Situat la o altitudine de 187 m, aeroportul dispune de o singură pistă. Este operat de Aeronaútica Civil de Colombia⁠(d).